# Pas de deux

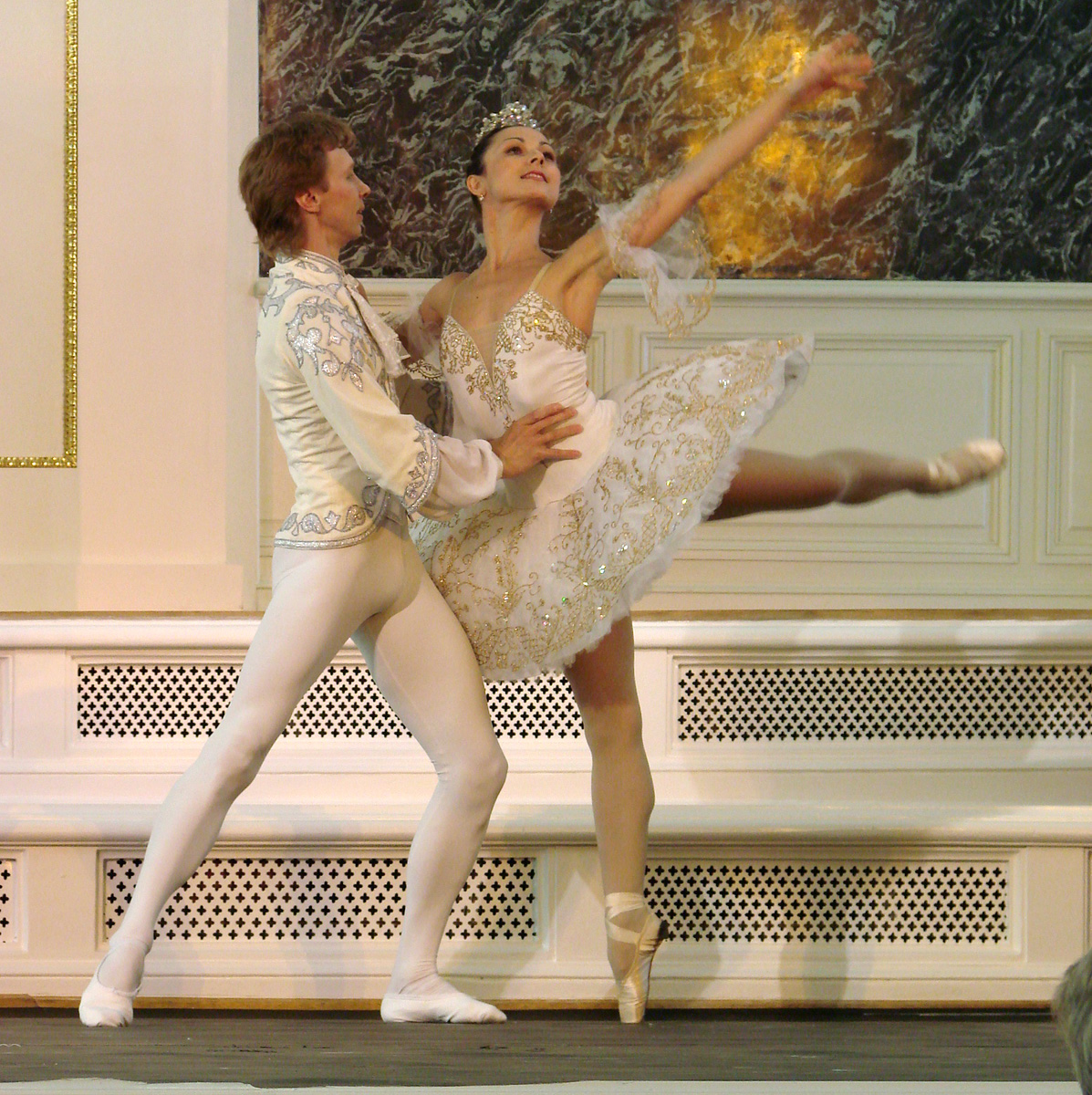
Pas de deux

Nell'ambito della danza, l'espressione pas de deux fa riferimento al numero degli interpreti, maschi o femmine, che eseguono insieme una sequenza di un balletto o di una coreografia. Si tratta di una danza creata per una coppia, isolata dal resto del balletto e destinata a ballerini virtuosisticamente più dotati, solitamente i solisti o i primi ballerini. La denominazione pas de deux deriva dalla lingua francese e significa passo di due o passo a due. 
Esistono anche il pas de trois e pas de quatre. Che si esegue rispettivamente in tre e quattro.

## Tecniche
È costituito da una entrée (l'entrata dei due interpreti), un adagio eseguito insieme, una variazione solista maschile, una femminile (o viceversa) e infine la coda, ovvero il ricongiungimento dei due ballerini per il finale danzato insieme.
Nella variazione maschile si annoverano, tra gli altri celebri passi, le cabrioles, gli entrechats e i grands jetés; per la donna le pirouettes, gli arabesque sur pointe e i pas ballonnè sur pointe.
Quando il passo è situato in un momento centrale della storia narrata dal balletto, viene eseguito da due étoiles di particolare superiorità tecnica ed è chiamato Grand pas de deux (ad esempio, il Grand pas de deux di Sylvie Guillem e Laurent Hilaire nel balletto Don Chisciotte).

## Notipas de deux

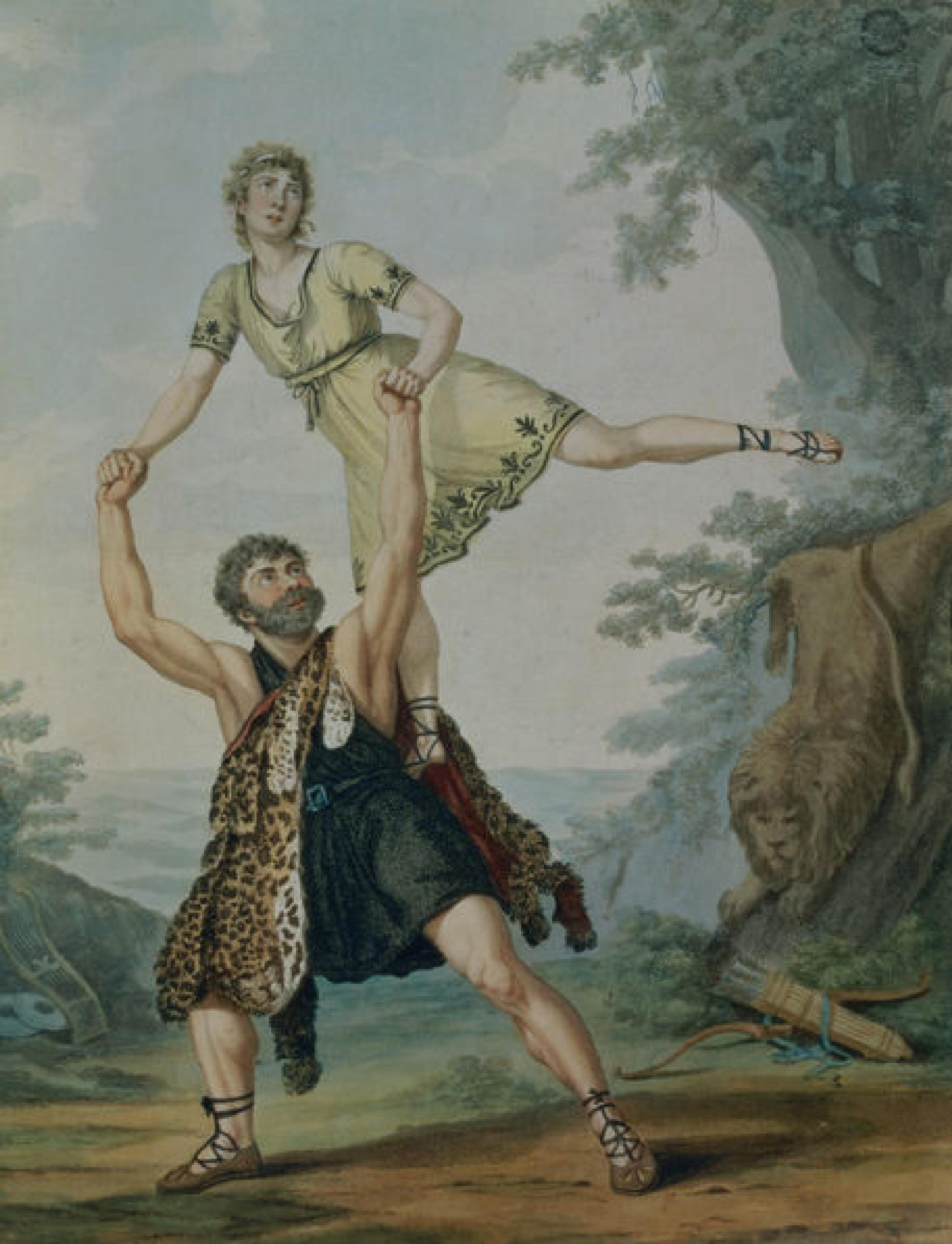
Uno dei primi passi a due, fra due danzatori (Deshayes e Harvey d'Egville) - 1804

Alcune celebri coreografie contenenti pas de deux sono quelle di:
- Il lago dei cigni, atto III, "Il cigno nero" pas de deux. Coreografia di Marius Petipa. Musica di Pëtr Il'ič Čajkovskij, riveduto (la fine dell'Adagio) ed orchestrato (variazione di Odile) da Riccardo Drigo. Variazione di Odile originariamente creata per la ballerina Pierina Legnani dall'opera 72 per piano di Pëtr Il'ič Čajkovskij.
- Lo schiaccianoci, atto II;
- La bella addormentata, atto III;
- Don Chisciotte, atto IV;
- Romeo e Giulietta, atto I;
- Il Diavolo innamorato, "Il carnevale in Venezia" pas de deux (conosciuto anche come "Il fascino" pas de deux di Satanella). Coreografia di Marius Petipa. Musica di Cesare Pugni, basato sulla composizione per violino "Il carnevale di Venezia" di Nicolò Paganini. Nota - questo pas de deux era originariamente creato da Petipa per la ballerina Amalia Ferraris come un'aggiunta alla sua rivisitazione del balletto "Il Diavolo innamorato" (o Satanella come era conosciuto in Russia), acquisendo il nome "Il fascino" pas de deux.
- Fase, four movements to the music of Steve Reich, I, III, IV atti.

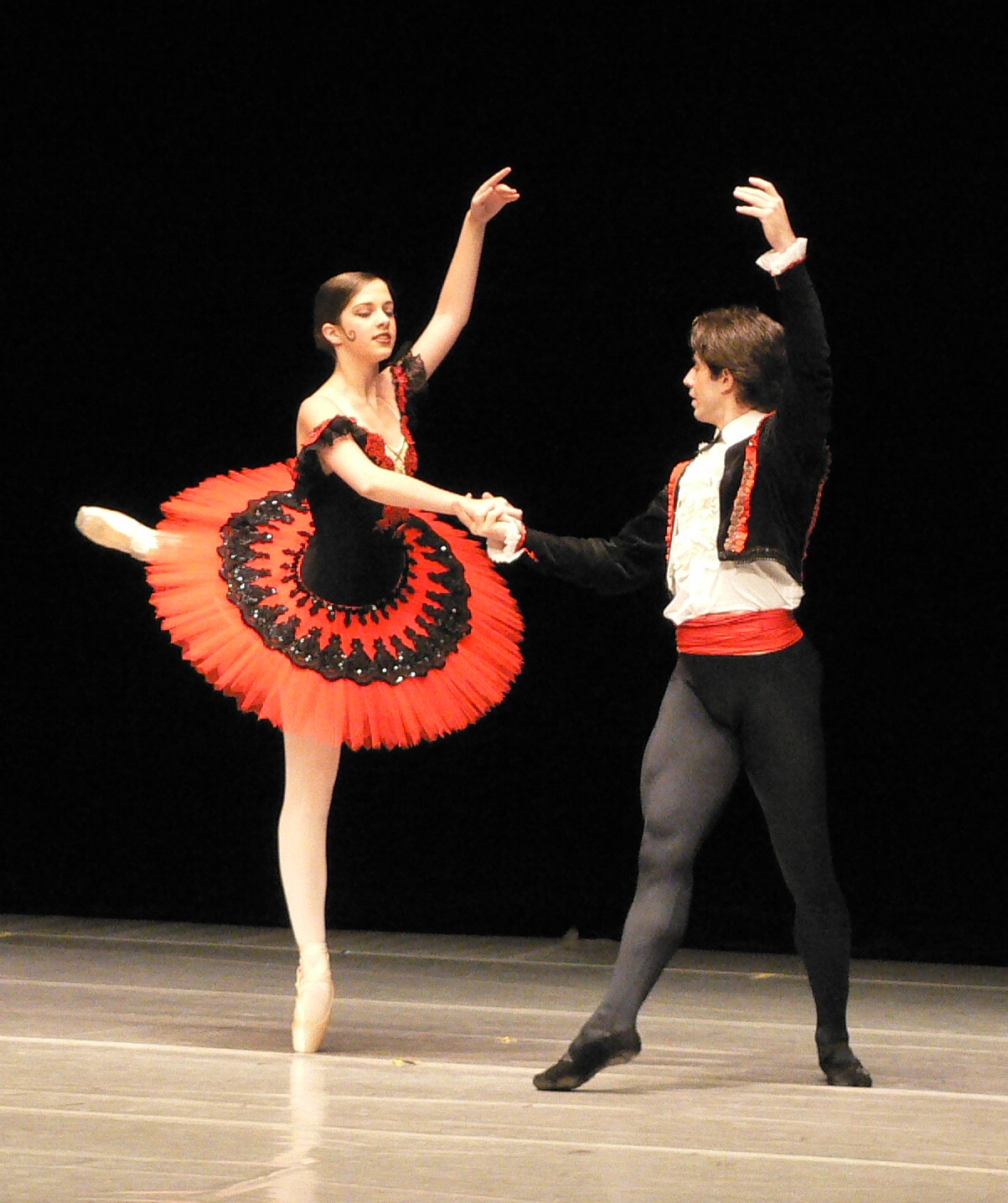
Pas de deux nell'opera Don Chisciotte.